# 白桥镇 (苍溪县)
白桥镇，是中华人民共和国四川省广元市苍溪县下辖的一个乡镇级行政单位。

## 行政区划
白桥镇下辖以下地区：
马桑社区、红光社区、白桥村、宝珠村、同心村、火烽村、白水村、龙门村、柏林村、青林村、金光村、映青村、干柏村、上马村、帽合村、铜顶村、学房村、龙江村和解岭村。